# Campeonato en Parejas de la Arena Coliseo del CMLL
El Campeonato en Parejas de la Arena Coliseo es un campeonato del Consejo Mundial de Lucha Libre. Este es el segundo campeonato de parejas de la empresa detrás del Campeonato Mundial en Parejas del CMLL.

## Torneo por el título
El torneo se realizó el 7 de noviembre de 2000 en la Arena Coliseo del Distrito Federal.
|  | Cuartos de final | Cuartos de final                 | Cuartos de final        |                                |                                | Semifinales                    | Semifinales | Semifinales |                         |                         | Final | Final | Final |  |
|  |                  |                                  |                         |                                |                                |                                |             |             |                         |                         |       |       |       |  |
|  |                  |                                  |                         |                                |                                |                                |             |             |                         |                         |       |       |       |  |
|  | 1                | Enemigo Público & Mazada         |                         |                                |                                |                                |             |             |                         |                         |       |       |       |  |
|  | 1                | Enemigo Público & Mazada         |                         |                                |                                |                                |             |             |                         |                         |       |       |       |  |
|  | 8                | Ricky Marvin & Sombra de Plata   | W                       |                                |                                |                                |             |             |                         |                         |       |       |       |  |
|  | 8                | Ricky Marvin & Sombra de Plata   | W                       |                                | Ricky Marvin & Sombra de Plata | Ricky Marvin & Sombra de Plata | W           |             |                         |                         |       |       |       |  |
|  |                  |                                  |                         |                                | Ricky Marvin & Sombra de Plata | Ricky Marvin & Sombra de Plata | W           |             |                         |                         |       |       |       |  |
|  |                  |                                  | Alan Stone & Moto Cross | Alan Stone & Moto Cross        | W                              |                                |             |             |                         |                         |       |       |       |  |
|  | 5                | Alan Stone & Moto Cross          | Alan Stone & Moto Cross | Alan Stone & Moto Cross        | W                              | W                              |             |             |                         |                         |       |       |       |  |
|  | 5                | Alan Stone & Moto Cross          |                         |                                |                                |                                |             |             |                         |                         |       |       |       |  |
|  | 4                | La Flecha & Neutrón              |                         |                                |                                |                                |             |             |                         |                         |       |       |       |  |
|  | 4                | La Flecha & Neutrón              |                         |                                |                                |                                |             |             | Alan Stone & Moto Cross | Alan Stone & Moto Cross | W     |       |       |  |
|  |                  |                                  |                         |                                |                                |                                |             |             | Alan Stone & Moto Cross | Alan Stone & Moto Cross | W     |       |       |  |
|  |                  |                                  | Fugaz & Virus           |                                |                                |                                |             |             |                         |                         |       |       |       |  |
|  | 3                | Jeque & Sangre Azteca            | W                       |                                |                                |                                |             |             |                         |                         |       |       |       |  |
|  | 3                | Jeque & Sangre Azteca            | W                       |                                |                                |                                |             |             |                         |                         |       |       |       |  |
|  | 6                | Mano Negra, Jr. & Volador, Jr.   | W                       |                                |                                |                                |             |             |                         |                         |       |       |       |  |
|  | 6                | Mano Negra, Jr. & Volador, Jr.   | W                       | Mano Negra, Jr. & Volador, Jr. |                                |                                |             |             |                         |                         |       |       |       |  |
|  |                  |                                  |                         |                                |                                |                                |             |             |                         |                         |       |       |       |  |
|  |                  |                                  | Fugaz & Virus           | Fugaz & Virus                  | W                              |                                |             |             |                         |                         |       |       |       |  |
|  | 7                | Fugaz & Virus                    | Fugaz & Virus           | Fugaz & Virus                  | W                              | W                              |             |             |                         |                         |       |       |       |  |
|  | 7                | Fugaz & Virus                    |                         |                                |                                |                                |             |             |                         |                         |       |       |       |  |
|  | 2                | Rayo Tapatío I & Rayo Tapatío II |                         |                                |                                |                                |             |             |                         |                         |       |       |       |  |
|  | 2                | Rayo Tapatío I & Rayo Tapatío II |                         |                                |                                |                                |             |             |                         |                         |       |       |       |  |
|  |                  |                                  |                         |                                |                                |                                |             |             |                         |                         |       |       |       |  |

## Historia
El campeonato fue creado en los años 60 por la Empresa Mexicana de Lucha Libre como un campeonato secundario, después del Campeonato Nacional en Parejas. El 7 de noviembre de 2000, fue creada una versión moderna del campeonato (después de que la empresa perdiera el control del campeonato nacional en los años 90), realizando un torneo de una sola noche para determinar los nuevos campeones, cuando Alan Stone y Motocross (Chris Stone) derrotaron en la final a Virus y Fugaz, convirtiéndose en los campeones.

## Campeones actuales
Los actuales campeones son Sanson y Cuatrero, quienes derrotaron a Black Terry y el Negro Navarro el 22 de julio de 2017 en la Arena Coliseo

## Lista de campeones
| Luchadores:                     | Reinados juntos: | Derrotaron a:                           | Fecha:                  | Lugar:                      |
| ------------------------------- | ---------------- | --------------------------------------- | ----------------------- | --------------------------- |
| Alan Stone y Moto Cross         | 1                | Fugaz y Virus                           | 7 de noviembre de 2000  | Ciudad de México            |
| Vacante                         | N/A              | Los Stone se fueron de la empresa.      | 14 de junio de 2005     | Ciudad de México            |
| Fuego y Stuka Jr.               | 1                | Euforia y Nosferatu                     | 29 de junio de 2008     | Ciudad de México            |
| Namajague y Okumura             | 1                | Fuego y Stuka Jr.                       | 3 de marzo de 2013      | Ciudad de México            |
| Delta y Guerrero Maya Jr.       | 1                | Namajague y Okumura                     | 3 de noviembre de 2013  | Ciudad de México            |
| El Sagrado y Misterioso Jr.     | 1                | Delta y Guerrero Maya Jr.               | 28 de febrero de 2015   | Ciudad de México            |
| The Panther y Guerrero Maya Jr. | 1                | El Sagrado y Misterioso Jr.             | 19 de diciembre de 2015 | Ciudad de México            |
| Black Terry y Negro Navarro     | 1                | The Panther y Guerrero Maya Jr.         | 25 de diciembre de 2016 | Naucalpan, Estado de México |
| Sanson y Cuatrero               | 1                | Black Terry y Negro Navarro             | 22 de julio de 2017     | Ciudad de México            |
| Vacante                         | N/A              | La "NGD" renunciaron a los campeonatos. | 14 de febrero de 2018   | Ciudad de México            |

## Reinados más largos
| Equipo                      | Días | Fecha en que ganaron    | Fecha en que perdieron  | Notas          |
| --------------------------- | ---- | ----------------------- | ----------------------- | -------------- |
| Fuego & Stuka, Jr.          | 1708 | 29 de junio de 2008     | 3 de marzo de 2013      | Primer reinado |
| Alan Stone & Moto Cross     | 1680 | 7 de noviembre de 2000  | 14 de junio de 2005     | Primer reinado |
| Delta y Guerrero Maya Jr.   | 482  | 3 de noviembre de 2013  | 28 de febrero de 2015   | Primer reinado |
| Sagrado y Misterioso Jr.    | 295  | 28 de febrero de 2015   | 19 de diciembre de 2015 | Primer reinado |
| Namajague & Okumura         | 245  | 3 de marzo de 2013      | 3 de noviembre de 2013  | Primer reinado |
| Sansón y Cuatrero           | 207  | 22 de julio de 2017     | 14 de febrero de 2018   | Primer reinado |
| Black Terry y Negro Navarro | 202  | 25 de diciembre de 2016 | 22 de julio de 2017     | Primer reinado |

## Datos interesantes
- Reinado más largo: Fuego & Stuka, Jr., 1708 días.
- Reinado más corto: Black Terry y Negro Navarro, 202 días.
- Campeón más viejo: Black Terry, 64 años y 202 días.
- Campeón más joven: Alan Stone, 23 años y 168 días.
- Campeones más pesados: Namajague & Okumura, 208 kg (458 lb) combinados.
- Campeones más livianos: Fuego & Stuka, Jr., 162 kg (356 lb) combinados.